# اليكسي راميريز
اليكسي راميريز هو لاعب كرة قاعدة كوبي، ولد في 22 سبتمبر 1981 في بينار ديل ريو في كوبا.

## وصلات خارجية
- اليكسي راميريز على موقع دوري كرة القاعدة الرئيسي (الإنجليزية)
- اليكسي راميريز على موقعبيزبول رفرنس.كوم (الدوري الرئيسي) (الإنجليزية)
- اليكسي راميريز على موقعبيزبول رفرنس.كوم (الدوري الثانوي) (الإنجليزية)
- اليكسي راميريز على موقع إي إس بي إن.كوم (أم.أل.بي) (الإنجليزية)
- اليكسي راميريز على موقع مشجعي الرسوم البيانية (الإنجليزية)
- اليكسي راميريز على موقع أوليمبيديا (الإنجليزية)